# Parlamentsvalget i Afghanistan 2005
Parlamentsvalget i Afghanistan 2005 blev afholdt den 18. september 2005. Et foreløbigt resultat blev bekendtgjort 9. oktober samme år, men det endelige resultat blev på grund af beskyldninger om valgsvindel først bekendtgjort 12. november. Den danske valgrådgiver Peter Erben var chef for valgafholdelsen, udsendt af FN.

## Valgets resultat
Tidligere krigsherrer og deres følgere vandt flertallet af sæder i det 249 mand store "Folkets hus" og i provinsrådene, der vælger medlemmerne af de "Ældstes hus"; de to huse udgør tilsammen Nationalforsamlingen i Afghanistan. Kvinder blev valgt til 28 % af pladserne, hvilket var over de 25 %, som var garanteret med grundloven fra 2004.

### Partiresultat
Det var de færreste af de opstillede kandidater, der stillede op for politiske partier, eller for den sags skyld havde forbindelse til dem. Den følgende oversigt over partiernes størrelse ved valget er derfor behæftet med nogen usikkerhed.
| Parti                                                                                 | Parti                     | Leder                  | Mandater |
|                                                                                       | Junbish                   | Abdul Rashid Dostum    | 33 / 249 |
|                                                                                       | Jamiat-e Islami           | Burhanuddin Rabbani    | 22 / 249 |
|                                                                                       | Naveen                    | Yunus Qanuni           | 13 / 249 |
|                                                                                       | Hezbe Eqtedar Milli       | Sayed Ali Kazemi       | 12 / 249 |
|                                                                                       | Hezbi Islami              | Abdul Hadi Arghandiwal | 12 / 249 |
|                                                                                       | Dawat-e Islami            | Abdul Rasul Sayyaf     | 9 / 249  |
|                                                                                       | PIUPA                     | Mohammad Mohaqiq       | 9 / 249  |
|                                                                                       | Mutahed-e Milli           | Nur ul-Haq Ulumi       | 8 / 249  |
|                                                                                       | Afghan Mellat             | Anwar ul Haq Ahadi     | 8 / 249  |
|                                                                                       | Hezbe Wahdat              | Karim Khalili          | 3 / 249  |
|                                                                                       | Mahaz-e Milli             | Ishaq Gailani          | 3 / 249  |
|                                                                                       | Harakat-e Islami          | Sayed Hussein Anwari   | 3 / 249  |
|                                                                                       | Nahzat Hambastagi-e Milli | Sayed Ishaq Gailani    | 3 / 249  |
|                                                                                       | Paiwand-e Milli           | Sayed Mansur Naderi    | 1 / 249  |
|                                                                                       | Jamhorikhwahan            | Sibghatullah Sanjar    | 0 / 249  |
| Kilde: National Democracy Institute, p.30 Arkiveret 29. juli 2016 hos Wayback Machine |                           |                        |          |

### Valgdeltagelse
Valgdeltagelsen var estimeret til omkring 50 %, hvilket var markant lavere end ved præsidentvalget i 2004. Årsagen hertil menes at være problemet for vælgerne med at genkende partier, så de i mange tilfælde nærmest stemte i blinde. Valgdeltagelsen var højest (omkring 60 %) i de nordlige provinser, der er domineret af turkmenere, usbekere og tadsjikere. Overraskende nok fandt man en af de laveste andele af valgdeltagelse med 34 % i hovedstaden Kabul.

## Uregelmæssigheder ved valget
Ved valget anvendte man blæk til at markere, at en vælger havde afgivet sin stemme. Tanken var, at denne blæk ikke skulle kunne vaskes af, så en vælger kunne komme til at stemme flere gange, men i 2009 nævnte USAs ambassadør i Afghanistan under valget, Robert E. Neumann, at det faktisk var muligt at fjerne blækket igen, så afgivning af flere stemmer var mulig. Den samme type blæk var brugt ved præsidentvalget i 2004 samt ved parlamentsvalget i 2009.